# Regent
Regent (din latină regens, prin franceză régent și germană Regent) se numește o persoană care guvernează, cu titlu provizoriu, o monarhie în timpul minoratului, al bolii sau al absenței suveranului. Funcțiile regentului sunt exercitate uneori de către un consiliu de regență.
Sinonime pentru „regent” în Țările Românești au fost caimacam domnesc, vechil și locotenent domnesc.
În urma abdicării forțate a domnitorului Alexandru Ioan Cuza, în 1866 în Principatele Unite ale Moldovei și Țării Românești a fost instituit un consiliu de regență, intitulat Locotenență Domnească.